# 용인대장금파크

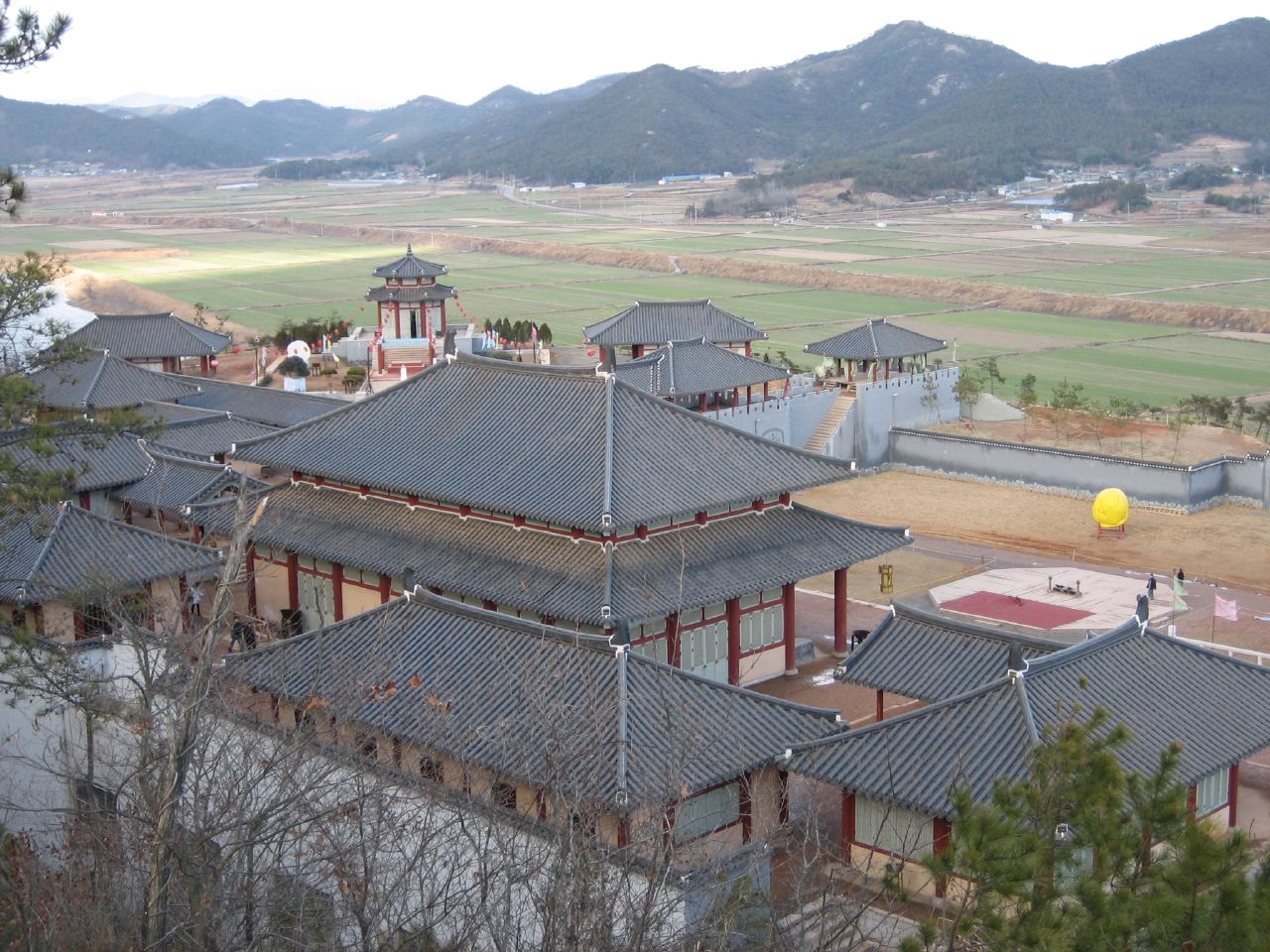

용인 대장금파크는 문화방송에서 운영하는 사극 촬영 세트장이자 한류 테마파크로, 경기도 용인시 처인구 백암면 용천리에 있다. 원래의 이름은 용인 MBC 드라미아였으며, 2011년에 폐장한 <양주 대장금 테마파크>의 세트장 일부를 옮겨와 <용인 대장금파크>로 개칭하였다.

## 드라마 대장금
- 《대장금》(大長今)은 장금의 생애를 조명한 2003년 9월 15일 ~ 2004년 3월 23일까지 방송된 문화방송의 대하드라마이다. (극본 김영현, 연출 이병훈)
- 실제 촬영은 경기도 양주시의 <양주 대장금 테마파크>에서 이루어졌다. 대장금 테마파크는 2011년 12월 31일을 끝으로 폐장되었고[1], 당시 촬영 세트장 일부를 옮겨와 <용인 대장금파크>에서 한류 테마파크로서의 명맥을 이어가고 있다.[2]

## 촬영 작품
<드라마>
- 신돈/2005
- 주몽/2006
- 이산/2007
- 선덕여왕/2009
- 동이/2010
- 짝패/2011
- 계백/2011
- 무신/2012
- 닥터진/2012
- 해를품은달/2012
- 마의/2012
- 아랑사또전/2012
- 구암허준/2013
- 구가의서/2013
- 불의여신정이/2013
- 야경꾼일지/2014
- 트라이앵글/2014
- 하녀들/2014~2015
- 빛나거나 미치거나/2015
- 옥중화/2016
- 역적:백성을 훔친 도적/2017
- 군주:가면의 주인/2017
- 왕은 사랑한다/2017
- 한국인 자기야/2017
- 해치/2019
- 철인왕후/2020~2021
- 연모/2021
- 옷소매 붉은 끝동/2021~2022
- 붉은 단심/2022
- 금혼령/2022~2023

<영화>
- 가비/2011
- 후궁/2011
- 바람과 함께 사라지다/2011
- 나는 조선의 왕이다/2011
- 관상/2012
- 역린/2013
- 협녀/2013
- 상의원/2014
- 간신/2014

## 연혁
- 2004. 12.  드라마 “신돈” 야외 세트장 준공 (약 1만 3천 평)
- 2005. 06.  신돈 야외세트 준공
- 2007. 05.  이산 야외세트 준공
- 2008. 03.  영상물 제작을 위한 창고형 스튜디오 준공
- 2009. 03.  선덕여왕 야외세트 준공
- 2010. 05.  동이 야외 세트 공사 완료
- 2012. 01.  무신 세트 준공
- 2012. 04.  마의 세트 준공
- 2013. 07.  불의여신 정이 세트 준공
- 2015. 03.  화정 세트 준공
- 2016. 03.  옥중화 세트 준공